# Sophie Løhde
Sophie Løhde (ur. 11 września 1983 w Birkerød) – duńska polityk, działaczka samorządowa, deputowana i minister.

## Życiorys
Pracowała jako asystentka ds. sprzedaży i pomocnik pielęgniarski, była także asystentem politycznym jednego z posłów. W 2007 ukończyła studia z zakresu komunikacji i biznesu w Copenhagen Business School.
Zaangażowała się w działalność polityczną w ramach liberalnej partii Venstre. Była radną województwa Frederiksborg Amt (2002–2006), gminy Rudersdal (2006–2007) i Regionu Stołecznego (2006–2008).
W 2007 po raz pierwszy została wybrana na posłankę do Folketingetu. Mandat deputowanej ponownie uzyskiwała w 2011, 2015, 2019 i 2022.
28 czerwca 2015 weszła w skład drugiego rządu Larsa Løkke Rasmussena jako minister odpowiedzialna za sprawy zdrowia i osób starszych. 28 listopada 2016 w trzecim gabinecie tego premiera przeszła na urząd ministra ds. innowacji, który sprawowała do 27 czerwca 2019. 15 grudnia 2022 powołana na ministra spraw wewnętrznych i zdrowia w koalicyjnym rządzie Mette Frederiksen.